# Smith & Thell
Smith & Thell – szwedzki duet muzyczny założony w 2012 roku w Helsingborgu przez Marię Jane Smith i Victora Thell wykonujący muzykę popowo-folkową.

## Historia

Smith & Thell w 2013

Ich debiutancki singiel „Kill It With Love” został wydany w 2012 roku i przez długi czas znajdował się w TOP40 na szwedzkiej liście Dance Dance. W 2015 wydali piosenkę „Statue (The Pills Song)”, która została wykonana na żywo w telewizji SVT. W tym samym roku duet zdobył nagrodę Denniz Pop Artysta Rookie roku. Maria i Viktor są również współautorami utworu „Groupie” dla duetu Samir & Viktor, z którym artyści wystąpili w Melodifestivalen 2015. Skomponowali i napisali piosenkę „Human” dla Oscara Zii, z którą ten wystąpił w Melodifestivalen 2016. Wiosną 2016 roku duet wygrywa nagrodę w Los Angeles w kategorii Nowy wschodzący artysta międzynarodowy. Latem tego samego roku debiutują w Allsång på Skansen i Lotta på Liseberg, dwóch wakacyjnych widowiskach.
W 2018  wspólnie ze Swedish Jam Factory wydają singiel „Forgive Me Friend”, który staje się hitem w wielu krajach. Premiera telewizyjna odbyła się 15 sierpnia 2018 w programie Sommarkrysset. W 2019 roku wydali singel „Hotel Walls”, który odniósł sukces w rodzimym kraju i w Polsce. 25 sierpnia po raz pierwszy wystąpili w Polsce w koncercie Przebój lata RMF FM i Polsatu w Kielcach.
W 2020 grupa zdobyła szwedzką nagrodę Grammis w kategorii Kompozytor roku i na gali zaprezentowali nowy singel „Goliath”. 23 kwietnia tego samego roku grupa wystąpiła na dachu rozgłośni radiowej RIX FM naprzeciwko Sodersjukhuset – jednego z największych szpitali w Sztokholmie walczącego z COVID-19  na cześć szwedzkiej służby zdrowia. Koncert był transmitowany na żywo dla ponad 1 miliona słuchaczy na antenie radia. Zespół został zaproszony w trasę koncertową przez radio RIX FM. Koncerty odbywały się w domach zwycięzców konkursu organizowanego przez stację.
5 lutego 2021 Smith & Thell wydaje drugi album studyjny zatytułowany Pixie’s Parasol. Wydawnictwo jest następcą krążka Soulprints sprzed 3 lat. Na albumie znalazło się 10 utworów, w tym ich największe single, czyli „Forgive Me Friend” i „Hotel Walls”. 22 sierpnia zdobyli nagrodę Rockbjörnen w kategorii Grupa roku. 
Maria i Victor są autorami utworów między innymi: Anastacii, Sunrise Avenue, Danny'ego Saucedo, Darina, Molly Sandén, Alana Walkera i Avy Max.

## Dyskografia

### Albumy
| Rok  | Szczegóły                                                                                             |
| ---- | --- |
| 2017 | Soulprints - Wydanie: 12 maja 2017 - Wytwórnia: Playground Music - Format: CD, digital download       |
| 2021 | Pixie's Parasol - Wydanie: 5 lutego 2021 - Wytwórnia: Playground Music - Format: CD, digital download |

### EP
| Rok  | Szczegóły |
| ---- | --- |
| 2018 | Telephone Wires - Wydanie: 16 października 2018 - Wytwórnia: Playground Music - Format: CD, digital download |

### Single
| Rok                                                             | Tytuł                                                | Najwyższe pozycje na listach | Najwyższe pozycje na listach | Najwyższe pozycje na listach | Certyfikaty                                   | Album                                |
| Rok                                                             | Tytuł                                                | SWE                          | POL                          | US Alt.                      | Certyfikaty                                   | Album                                |
| --------------------------------------------------------------- | ---------------------------------------------------- | ---------------------------- | ---------------------------- | ---------------------------- | --------------------------------------------- | ------------------------------------ |
| 2012                                                            | „Kill It with Love”                                  | –                            | –                            | –                            |                                               |                                      |
| 2013                                                            | „Super DJ”                                           | –                            | –                            | –                            |                                               |                                      |
| 2014                                                            | „Illusion”                                           | –                            | –                            | –                            |                                               |                                      |
| 2014                                                            | „Hippie Van”                                         | –                            | –                            | –                            |                                               |                                      |
| 2015                                                            | „Statue (The Pills Song)”                            | –                            | –                            | –                            |                                               | Soulprints                           |
| 2016                                                            | „Row”                                                | –                            | –                            | –                            |                                               | Soulprints                           |
| 2017                                                            | „February”                                           | –                            | –                            | –                            |                                               | Soulprints                           |
| 2017                                                            | „Toast”                                              | –                            | –                            | –                            |                                               | Soulprints                           |
| 2017                                                            | „Somebody Like You”                                  | –                            | –                            | –                            |                                               | Soulprints                           |
| 2018                                                            | „Dumb”                                               | –                            | –                            | –                            |                                               |                                      |
| 2018                                                            | „Forgive Me Friend” (gościnnie: Swedish Jam Factory) | 7                            | 1                            | 22                           | - SWE: platynowa płyta - POL: platynowa płyta | Telephone Wires oraz Pixie's Parasol |
| 2018                                                            | „Alice”                                              | –                            | –                            | –                            |                                               | Telephone Wires oraz Pixie's Parasol |
| 2018                                                            | „Telephone Wires”                                    | –                            | –                            | –                            |                                               | Telephone Wires oraz Pixie's Parasol |
| 2018                                                            | „Santa Barbara”                                      | –                            | –                            | –                            |                                               | Telephone Wires                      |
| 2019                                                            | „Hotel Walls”                                        | 21                           | 9                            | –                            | - POL: złota płyta                            | Pixie's Parasol                      |
| 2020                                                            | „Yatzy”                                              | –                            | –                            | –                            |                                               | Pixie's Parasol                      |
| 2020                                                            | „Goliath”                                            | 37                           | 12                           | –                            |                                               | Pixie's Parasol                      |
| 2020                                                            | „Year of the Young”                                  | 58                           | 10                           | –                            |                                               | Pixie's Parasol                      |
| 2021                                                            | „Radioactive Rain”                                   | –                            | –                            | –                            |                                               | Pixie's Parasol                      |
| 2021                                                            | „Nangilima”                                          | 52                           | –                            | –                            |                                               | Pixie's Parasol                      |
| 2021                                                            | „Pixie's Parasol”                                    | –                            | –                            | –                            |                                               | Pixie's Parasol                      |
| 2022                                                            | „Planet Mars”                                        | –                            | –                            | –                            |                                               |                                      |
| 2022                                                            | „I Wanna Dance With Somebody”                        | –                            | –                            | –                            |                                               |                                      |
| 2022                                                            | „I Feel It in the Wind”                              | –                            | –                            | –                            |                                               |                                      |
| „–” singel nie był notowany lub nie został wydany w danym kraju |                                                      |                              |                              |                              |                                               |                                      |

### Z gościnnym udziałem
| Rok                                                             | Tytuł                                        | Najwyższe pozycje na listach | Najwyższe pozycje na listach | Najwyższe pozycje na listach | Certyfikaty | Album |
| Rok                                                             | Tytuł                                        | SWE                          | POL                          | US Alt.                      | Certyfikaty | Album |
| --------------------------------------------------------------- | -------------------------------------------- | ---------------------------- | ---------------------------- | ---------------------------- | ----------- | ----- |
| 2017                                                            | „Mardröm” – Darin (gościnnie: Smith & Thell) | –                            | –                            | –                            |             |       |
| „–” singel nie był notowany lub nie został wydany w danym kraju |                                              |                              |                              |                              |             |       |